# Doliogethes rufirostris
Doliogethes rufirostris är en tvåvingeart som först beskrevs av Mario Bezzi 1924.  Doliogethes rufirostris ingår i släktet Doliogethes och familjen svävflugor.
Artens utbredningsområde är Zambia. Inga underarter finns listade i Catalogue of Life.